# Jan Bok
Jan Bok (łac. Ioannes Bocatius, niem. Johannes Bock) (ur. 1569 w Wietoszowie, zm. 1621) – humanistyczny poeta, polityk oraz pedagog pochodzenia dolnołużyckiego.